# Bombus sushkini
Bombus sushkini là một loài Hymenoptera trong họ Apidae. Loài này được Skorikov mô tả khoa học năm 1931.